# روز بد در بلک راک
روز بد در بلک راک (به انگلیسی: Bad Day at Black Rock) فیلمی ۸۱ دقیقه‌ای به کارگردانی جان استرجس با بازی اسپنسر تریسی محصول کشور ایالات متحده آمریکا است.
غریبه‌ای یک دست وارد شهری عجیب می‌شود. مردم شهر که دارای گذشته‌ای وحشتناک هستند می‌خواهند آن را به عنوان یک راز حفظ کنند و برای این کار از هر وسیله‌ای استفاده می‌کنند…